# アラゲコベニチャワンタケ
アラゲコベニチャワンタケ（荒毛小紅茶碗茸、学名: scutellinia scutellata）はチャワンタケ目ピロネマキン科アラゲコベニチャワンタケ属のごく小さな菌類（子囊菌）。汎布種。西洋ではその見た目から eyelash cup、Molly eye-winker、scarlet elf cap、eyelash fungus、eyelash pixie cup など、まつげと関連した言葉で呼ばれる。属内のタイプ種であり、もっとも一般的で広範な分布を持つ。子実体は小さく赤い傘を持ち先端にまつげのような毛を持っている。これらのまつげ状の構造は最も特徴的であり、虫眼鏡でも簡単に見ることができる。この種は北アメリカやヨーロッパで一般的であり、全ての大陸で発見されている。アラゲコベニチャワンタケは腐生生物で腐った木の存在する湿った場所に生息し、一般的に小さなグループで発生し、場合によってはこの小グループが鈴なりになる。食用不適。しかしながらキノコ狩りを楽しむ人々には珍しいまつげ状の毛が生えており、記憶しやすく簡単に分別できることから人気である。

## 分布・生息地
日本各地のほか、温帯域を中心とした汎世界的に分布する。
腐朽菌（腐生性）。春から秋にかけて、雑木林やシイ・カシ林、ブナ・ミズナラ林などの林縁や道端などで、地上の広葉樹の朽木、湿った葉や土、灰に群生する。原木シイタケの廃棄された古いほだ木や、沢の倒木など湿った場所でよく見かけられる。

## 特徴
子実体は非常に小さく、傘（子囊板）は無柄で円盤状（皿形）、多くのもので直径が2 - 10ミリメートル (mm) である。若い時期では完全に球体で褐色の剛毛状の菌糸に覆われているが、成熟期になると椀状となり、さらに円盤状へと向かう。胞子を帯びた子実層である椀の内部の表面は明るい赤橙色から紅色であり、外側の表面は薄い茶色である。身は赤く薄い。色は紅色よりも橙色に近い。椀の外側の縁には、睫毛のような黒っぽい硬い毛（剛毛状菌糸）が生えており、これの長さは1 - 2 mmほどである。下面は淡褐色を帯び、褐色の剛毛状菌糸がまばらに生える。また、この睫毛状の剛毛状菌糸は裸眼でも観察でき、拡大鏡があればより簡単に観察できる。
側糸は糸状で径3 - 4マイクロメートル (μm) 、隔壁があり、頂部は棍棒状に膨れて径4 - 10 μmある。子囊胞子は楕円形で、無色でごく低いイボが一面に生じ、大きさは21 - 27 × 11 - 14.5 μm。
近縁種がいくつもあり、正確な同定はとても難しく、見分けるには顕微鏡などが必要になる。アラゲコベニチャワンタケは柄にあたる部分が存在しない。

## 食用
著しく小さく、このため食用には向かないとされる。デヴィッド・アロラは小さすぎて食用の興味を引かないとしており、独特の風味もそんざいしない。